# Alfred Himmelbauer
Alfred Himmelbauer (* 6. Februar 1884 in Wien; † 18. April 1943 ebenda) war ein österreichischer Mineraloge und Hochschulprofessor für Geologie.

## Leben
Das Gymnasium besuchte Himmelbauer in Horn, anschließend studierte er an der Wiener Universität Naturwissenschaften, speziell Mineralogie und Gesteinskunde bei Gustav Tschermak und Friedrich Becke. 1906 promovierte er über Kupferkies und wurde Hochschulassistent bei Cornelio August Doelter (1850–1930), später bei Friedrich Becke. Bereits 1908 habilitierte er sich mit gesteinskundlichen Untersuchungen an Skapolithen. 1914 wurde er für den Lehrstuhl Geognosie vorgeschlagen, reiste aber zuvor mit Pentti Eskola für ein Forschungsprojekt über Radium-Vorkommen an den Baikalsee in Sibirien.
Als der Erste Weltkrieg ausbrach, wurde er in Russland festgehalten; erst fünf Jahre später konnte er entkommen, arbeitete als Ingenieurgeologe und wurde 1921 an den Lehrstuhl für Geognosie an der Hochschule für Bodenkultur Wien berufen. Um 1928 wurde er als Nachfolger seines Lehrers Becke an die Universität Wien berufen und wirkte hier bis zu seinem Ableben. Sein Nachfolger an der Hochschule für Bodenkultur wurde 1929 der damalige außerordentliche Professor Leopold Kölbl. 1941 wurde Himmelbauer an der Universität Wien zum Dekan gewählt.

## Wissenschaftliches Wirken
In Fachkreisen galt Himmelbauer als kenntnisreich und vielseitig, doch wurden seine Forschungen durch die zeitbedingte Umorganisation der zwei Institute und Krankheit behindert. Er schrieb viele Aufsätze über verschiedene Teilgebiete seiner Wissenschaft, seine letzten Forschungen über die Augitgneise des Waldviertels blieben jedoch unpubliziert.
Die Veröffentlichungen betrafen u. a. die Mineraltopografie und die Paragenese der Salze und Zeolithe sowie die Kristallografie natürlicher und künstlicher Verbindungen. Bedeutende Zusammenfassungen schrieb er für Handbücher wie Doelter-Leitmeiers Mineralchemie und Stutzers Lagerstättenkunde der Nichterze.
Seit 1925 war er Mitherausgeber von Gustav Tschermaks Mineralogisch-petrografischen Mitteilungen (TMPM). Die österreichische Geologische Gesellschaft zählte ihn seit 1911 zu ihren Mitgliedern.
1929 wurde Himmelbauer zum korrespondierenden und 1931 zum wirklichen Mitglied der mathematisch-naturwissenschaftlichen Klasse der Österreichischen Akademie der Wissenschaften gewählt.
Himmelbauers Arbeiten zur Mineralogie und Petrografie des Waldviertels haben bis heute Bedeutung. Der Bezirk Horn verdankt ihm die Förderung des Grafitbergbaues von Röhrenbach und die Stadt Wien die geologische Beratung bei der neuen Wasserversorgung.